# Liga dos Campeões da UEFA de 2022–23
A Liga dos Campeões da UEFA de 2022–23 foi a 68ª edição da Liga dos Campeões da UEFA, a maior competição de clubes europeus organizada pela UEFA.
A final foi disputada no Estádio Olímpico Atatürk, em Istambul, na Turquia. O estádio foi originalmente designado para sediar a final da Liga dos Campeões da UEFA de 2019–20, mas tanto esta quanto a final de 2020–21, que foi posteriormente realocada para Istambul, foram transferidas devido à pandemia de COVID-19.
O Manchester City venceu o Internazionale por 1–0, conquistando de forma invicta seu título inédito, algo que não ocorria desde a edição de 2011–12, vencida pelo Chelsea. O Manchester City se qualificou automaticamente para a fase de grupos da Liga dos Campeões da UEFA de 2023–24 e também ganhou o direito de jogar contra o vencedor da Liga Europa da UEFA de 2022–23 na Supercopa da UEFA de 2023, representando inclusive a UEFA na Copa do Mundo de Clubes da FIFA de 2023.

## Alocação da equipe de associação
Um total de 79, 80 ou 81 equipas de 54 das 55 federações- membro da UEFA participam na UEFA Champions League de 2021–22 (a excepção é o Liechtenstein, que não organiza uma liga nacional e Rússia, que foi excluída do campeonato por conta da Invasão da Ucrânia em 2022). A classificação das federações com base nos coeficientes das federações da UEFA é usada para determinar o número de equipas participantes para cada federação:
- As associações 1 a 4 têm cada uma quatro equipes qualificadas.
- As associações 5 a 6 têm cada uma três equipes qualificadas.
- As associações 7–15 têm, cada uma, duas equipes qualificadas.
- As Associações 16–55 (exceto Liechtenstein e Rússia) têm cada uma uma equipe qualificada.

Cada um dos vencedores da UEFA Champions League 2021-22 e da UEFA Europa League 2021-22 recebem uma entrada adicional se não se qualificarem para a UEFA Champions League 2022-23 através da sua liga nacional.

### Classificação da associação
Para a UEFA Champions League 2021–22, as federações recebem lugares de acordo com os seus coeficientes de federações para a UEFA para 2020, que tem em consideração o seu desempenho nas competições europeias de 2015–16 a 2019–20.
Além da alocação com base nos coeficientes de associação, as associações podem ter equipes adicionais participando da Liga dos Campeões, conforme observado abaixo:
- (UCL) - Vaga adicional para os detentores do título da UEFA Champions League
- (UEL) - Vaga adicional para os detentores do título da UEFA Europa League

| Pos. | Associações   | Coef.   | Equipes | Notas    |
| ---- | ------------- | ------- | ------- | -------- |
| 1    | Inglaterra    | 100 569 | 4       |          |
| 2    | Espanha       | 97 855  | 4       |          |
| 3    | Itália        | 75 438  | 4       |          |
| 4    | Alemanha      | 73 570  | 4       | +1 (UEL) |
| 5    | França        | 56 081  | 3       |          |
| 6    | Portugal      | 48 549  | 3       |          |
| 7    | Países Baixos | 39 200  | 2       |          |
| 8    | Rússia        | 38 382  | 0       |          |
| 9    | Bélgica       | 36 500  | 2       |          |
| 10   | Áustria       | 35 825  | 2       |          |
| 11   | Escócia       | 33 375  | 2       |          |
| 12   | Ucrânia       | 33 100  | 2       |          |
| 13   | Turquia       | 30 100  | 2       |          |
| 14   | Dinamarca     | 27 875  | 2       |          |
| 15   | Chipre        | 27 750  | 2       |          |
| 16   | Sérvia        | 26 750  | 1       |          |
| 17   | Chéquia       | 26 600  | 1       |          |
| 18   | Croácia       | 26 275  | 1       |          |
| 19   | Suíça         | 26 225  | 1       |          |

| Pos. | Associações          | Coeff  | Equipes | Notas |
| ---- | -------------------- | ------ | ------- | ----- |
| 20   | Grécia               | 26 000 | 1       |       |
| 21   | Israel               | 24 375 | 1       |       |
| 22   | Noruega              | 21 000 | 1       |       |
| 23   | Suécia               | 20 500 | 1       |       |
| 24   | Bulgária             | 20 375 | 1       |       |
| 25   | Roménia              | 18 200 | 1       |       |
| 26   | Azerbaijão           | 16 875 | 1       |       |
| 27   | Cazaquistão          | 15 625 | 1       |       |
| 28   | Hungria              | 15 500 | 1       |       |
| 29   | Bielorrússia         | 15 250 | 1       |       |
| 30   | Polónia              | 15 125 | 1       |       |
| 31   | Eslovênia            | 14 250 | 1       |       |
| 32   | Eslováquia           | 13 625 | 1       |       |
| 33   | Liechtenstein        | 9 000  | 0       |       |
| 34   | Lituânia             | 8 750  | 1       |       |
| 35   | Luxemburgo           | 8 250  | 1       |       |
| 36   | Bósnia e Herzegovina | 8 000  | 1       |       |
| 37   | Irlanda              | 7 875  | 1       |       |
| 38   | Macedônia do Norte   | 7 625  | 1       |       |

| Pos. | Association      | Coef. | Equipes | Notas |
| ---- | ---------------- | ----- | ------- | ----- |
| 39   | Armênia          | 7 375 | 1       |       |
| 40   | Letónia          | 7 375 | 1       |       |
| 41   | Albânia          | 7 250 | 1       |       |
| 42   | Irlanda do Norte | 6 958 | 1       |       |
| 43   | Geórgia          | 6 875 | 1       |       |
| 44   | Finlândia        | 6 875 | 1       |       |
| 45   | Moldávia         | 6 875 | 1       |       |
| 46   | Malta            | 6 375 | 1       |       |
| 47   | Ilhas Feroé      | 6 125 | 1       |       |
| 48   | Kosovo           | 5 833 | 1       |       |
| 49   | Gibraltar        | 5 666 | 1       |       |
| 50   | Montenegro       | 5 000 | 1       |       |
| 51   | País de Gales    | 5 000 | 1       |       |
| 52   | Islândia         | 4 875 | 1       |       |
| 53   | Estónia          | 4 750 | 1       |       |
| 54   | Andorra          | 3 331 | 1       |       |
| 55   | San Marino       | 1 166 | 1       |       |

### Distribuição
A seguir está a lista de acesso padrão.
Como os Campeões em título se qualificaram para a Liga dos Campeões via campeonato nacional, foram efectuadas as seguintes alterações:
- O campeão da associação 11 (Turquia) avança do play-off para a fase de grupos.
- O campeão da associação 13 (Dinamarca) avança da terceira pré-eliminatória para o play-off.
- O campeão da associação 15 (República Checa) avança da segunda pré-eliminatória para a terceira pré-eliminatória.
- Os campeões das associações 18 (Grécia) e 19 (Sérvia) avançam da primeira pré-eliminatória para a segunda pré-eliminatória.

|                                              |                                              | Equipes entrando nesta rodada | Equipes avançando da rodada anterior                                                                               |
| -------------------------------------------- | -------------------------------------------- | --- | --- |
| Rodada preliminar (4 equipes)                | Rodada preliminar (4 equipes)                | - 4 campeões das associações 52–55 | |
| Primeira rodada de qualificação (32 equipes) | Primeira rodada de qualificação (32 equipes) | - 31 campeões das associações 20–51 (exceto Liechtenstein)Note LIE[›] | - 1 vencedor da rodada preliminar                                                                                  |
| Segunda rodada de qualificação (26 equipes)  | Caminho dos Campeões (20 equipes)            | - 4 campeões das associações 16–19 | - 16 vencedores da primeira fase de qualificação                                                                   |
| Segunda rodada de qualificação (26 equipes)  | Caminho da Liga (6 equipes)                  | - 6 segundos classificados das associações 10–15 | |
| Terceira rodada de qualificação (20 equipes) | Caminho dos Campeões (12 equipes)            | - 2 campeões das associações 14–15 | - 10 vencedores da segunda rodada de qualificação (Caminho dos Campeões)                                           |
| Terceira rodada de qualificação (20 equipes) | Caminho da Liga (8 equipes)                  | - 3 segundos classificados das associações 7–9 - 2 equipes terceiro colocado das associações 5–6 | - 3 vencedores da segunda rodada de qualificação (Caminho da Liga)                                                 |
| Play-off (12 teams)                          | Caminho dos Campeões (8 equipes)             | - 2 campeões das associações 12–13 | - 6 vencedores da terceira rodada de qualificação (Caminho dos Campeões)                                           |
| Play-off (12 teams)                          | Caminho da Liga (4 equipes)                  | | - 4 vencedores da terceira rodada de qualificação (Caminho da Liga)                                                |
| Fase de Grupos (32 equipes)                  | Fase de Grupos (32 equipes)                  | - Detentores do título da Liga Europa - 11 campeões das associações 1–11 - 6 segundos classificados das associações 1–6 - 4 terceiros classificados das associações 1–4 - 4 quarto classificados das associações 1–4 | - 4 vencedores da rodada de Play-off (Caminho dos Campeões) - 2 vencedores da rodada de Play-off (Caminho da Liga) |
| Fase eliminatória (16 equipes)               | Fase eliminatória (16 equipes)               | | - 8 vencedores de grupo da fase de grupos - 8 segundos classificados da fase de grupos                             |

### Equipas
Os rótulos entre parênteses mostram como cada equipe se classificou para o local de sua rodada inicial:
- TH: detentores do título da Liga dos Campeões
- UEL: detentores do título da Liga Europa
- 1ª, 2ª, 3ª, 4ª, etc .: Posições da liga da temporada anterior
- Abd-: Posições da liga na temporada abandonada devido à pandemia de COVID-19 na Europa, conforme determinado pela federação nacional

CC: 2021 Coeficientes de clubes da UEFA (atualizados após os jogos da UEFA Champions / Europa League em 20 de abril de 2021, coeficientes que podem aumentar marcados em ≥).
| Fase de grupos                  | Fase de grupos                  | Equipes                   | Equipes                   | Equipes                     | Equipes                   |
| ------------------------------- | ------------------------------- | ------------------------- | ------------------------- | --------------------------- | ------------------------- |
| Fase de grupos                  | Fase de grupos                  | Eintracht Frankfurt (UEL) | Manchester City (1º)      | Liverpool (2º)              | Chelsea (3º)              |
| Fase de grupos                  | Fase de grupos                  | Tottenham (4º)            | Real Madrid (1º)          | Barcelona (2º)              | Atlético de Madrid (3º)   |
| Fase de grupos                  | Fase de grupos                  | Sevilla (4º)              | Milan (1º)                | Internazionale (2º)         | Napoli (3º)               |
| Fase de grupos                  | Fase de grupos                  | Juventus (4º)             | Bayern de Munique (1º)    | Borussia Dortmund (2º)      | Bayer Leverkusen (3º)     |
| Fase de grupos                  | Fase de grupos                  | RB Leipzig (4º)           | Paris Saint-Germain (1º)  | Olympique de Marseille (2º) | Porto (1º)                |
| Fase de grupos                  | Fase de grupos                  | Sporting (2º)             | Ajax (1º)                 | Brugge (1º)                 | Red Bull Salzburgo (1º)   |
| Fase de grupos                  | Fase de grupos                  | Celtic (1º)               | Shakhtar Donetsk (Abd-1º) |                             |                           |
| Play-off                        | CH                              | Trabzonspor (1º)          | København (1º)            |                             |                           |
| Terceira rodada de qualificação | CH                              | Apollon Limassol (1º)     | Estrela Vermelha (1º)     |                             |                           |
| Terceira rodada de qualificação | LP                              | Monaco (3º)               | Benfica (3º)              | PSV Eindhoven (2º)          | Union Saint-Gilloise (2º) |
| Terceira rodada de qualificação | LP                              | Sturm Graz (2º)           | Rangers (2º)              |                             |                           |
| Segunda rodada de qualificação  | CH                              | Viktoria Plzeň (1º)       | Dínamo Zagreb (1º)        | Zürich (1º)                 | Olympiacos (1º)           |
| Segunda rodada de qualificação  | CH                              | Maccabi Haifa (1º)        |                           |                             |                           |
| Segunda rodada de qualificação  | LP                              | Dínamo de Kiev (Abd-2º)   | Fenerbahçe (2º)           | Midtjylland (2º)            | AEK Larnaca (2º)          |
| Primeira rodada de qualificação | Primeira rodada de qualificação | FK Bodø/Glimt (1º)        | Malmö (1º)                | Ludogorets Razgrad (1º)     | Cluj (1º)                 |
| Primeira rodada de qualificação | Primeira rodada de qualificação | Qarabağ (1º)              | Tobol (1º)                | Ferencváros (1º)            | Shakhtyor Salihorsk (1º)  |
| Primeira rodada de qualificação | Primeira rodada de qualificação | Lech Poznań (1º)          | Maribor (1º)              | Slovan Bratislava (1º)      | Žalgiris Vilnius (1º)     |
| Primeira rodada de qualificação | Primeira rodada de qualificação | F91 Dudelange (1º)        | Zrinjski (1º)             | Shamrock Rovers (1º)        | FK Shkupi (1º)            |
| Primeira rodada de qualificação | Primeira rodada de qualificação | Pyunik (1º)               | FK RFS (1º)               | KF Tirana (1º)              | Linfield (1º)             |
| Primeira rodada de qualificação | Primeira rodada de qualificação | Dinamo Batumi (1º)        | HJK (1º)                  | Sheriff Tiraspol (1º)       | Hibernians (1º)           |
| Primeira rodada de qualificação | Primeira rodada de qualificação | KÍ Klaksvík (1º)          | Ballkani (1º)             | Lincoln Red Imps (1º)       | Sutjeska Nikšić (1º)      |
| Primeira rodada de qualificação | Primeira rodada de qualificação | The New Saints (1º)       |                           |                             |                           |
| Rodada preliminar               | Rodada preliminar               | Víkingur Reykjavík (1°)   | Levadia Tallinn (1º)      | Inter Club d'Escaldes (1º)  | La Fiorita (1º)           |

Notas:
- Rússia: Em 28 de fevereiro de 2022, os clubes e seleções nacionais de futebol russos foram suspensos das competições da FIFA e da UEFA devido à invasão da Ucrânia pela Rússia em 2022. Em 2 de maio de 2022, a UEFA confirmou que os clubes russos seriam excluídos das competições da UEFA de 2022–23.[4]

## Agenda
A programação da competição é a seguinte. Todas as partidas são disputadas às terças e quartas-feiras, exceto a final da fase preliminar. Os horários de início programados a partir da rodada de play-off são 18:45 e 21:00 CEST/CET.
Como a Copa do Mundo FIFA de 2022 acontece no Catar entre 21 de novembro e 18 de dezembro de 2022, a fase de grupos começará na primeira semana de setembro de 2022 e terminará na primeira semana de novembro de 2022 para dar lugar à Copa do Mundo.
Todos os sorteios começam às 12:00 CEST/CET e são realizados na sede da UEFA em Nyon, Suíça.
| Fase           | Rodada                    | Data do sorteio       | Partida de ida                                               | Partida de volta                                             |
| -------------- | ------------------------- | --------------------- | ------------------------------------------------------------ | ------------------------------------------------------------ |
| Preliminar     | Rodada premilinar         | 7 de junho de 2022    | 21 de junho de 2022 (semifinais)                             | 24 de junho de 2022 (final)                                  |
| Qualificação   | Primeira pré-eliminatória | 14 de junho de 2022   | 5–6 de julho de 2022                                         | 12–13 de julho de 2022                                       |
| Qualificação   | Segunda pré-eliminatória  | 15 de junho de 2022   | 19–20 de julho de 2022                                       | 26–27 de julho de 2022                                       |
| Qualificação   | Terceira pré-eliminatória | 18 de julho de 2022   | 2–3 de agosto de 2022                                        | 9 de agosto de 2022                                          |
| Play-off       | Rodada de play-off        | 2 de agosto de 2022   | 16–17 de agosto de 2022                                      | 23–24 de agosto de 2022                                      |
| Fase de grupos | Primeira rodada           | 25 de agosto de 2022  | 6–7 de setembro de 2022                                      | 6–7 de setembro de 2022                                      |
| Fase de grupos | Segunda rodada            | 25 de agosto de 2022  | 13–14 de setembro de 2022                                    | 13–14 de setembro de 2022                                    |
| Fase de grupos | Terceira rodada           | 25 de agosto de 2022  | 4–5 de outubro de 2022                                       | 4–5 de outubro de 2022                                       |
| Fase de grupos | Quarta rodada             | 25 de agosto de 2022  | 11–12 de outubro de 2022                                     | 11–12 de outubro de 2022                                     |
| Fase de grupos | Quinta rodada             | 25 de agosto de 2022  | 25–26 de outubro de 2022                                     | 25–26 de outubro de 2022                                     |
| Fase de grupos | Sexta rodada              | 25 de agosto de 2022  | 1–2 de novembro de 2022                                      | 1–2 de novembro de 2022                                      |
| Fase final     | Oitavas de final          | 7 de novembro de 2022 | 14–15 e 21–22 de fevereiro de 2023                           | 7–8 e 14–15 de março de 2023                                 |
| Fase final     | Quartas de final          | 17 de março de 2023   | 11–12 de abril de 2023                                       | 18–19 de abril de 2023                                       |
| Fase final     | Semifinais                | 17 de março de 2023   | 9–10 de maio de 2023                                         | 16–17 de maio de 2023                                        |
| Fase final     | Final                     | 17 de março de 2023   | 10 de junho de 2023 no Estádio Olímpico Atatürk, em Istambul | 10 de junho de 2023 no Estádio Olímpico Atatürk, em Istambul |

## Rodadas de qualificação

### Rodada preliminar
Nesta fase as equipes disputaram a vaga na primeira pré-eliminatória em uma espécie de torneio contendo semifinal e final aonde estas vagas foram definidas em uma única partida. Os perdedores desta fase entraram na segunda pré-eliminatória da Liga Conferência Europa da UEFA de 2022–23.
O sorteio para esta fase foi realizado em 14 de junho de 2022. As partidas foram disputadas entre 21 a 24 de junho de 2022.
| Equipe 1              | Resultado | Equipe 2              |           |           |           |
| Semifinal             | Semifinal | Semifinal             | Semifinal | Semifinal | Semifinal |
| --------------------- | --------- | --------------------- | --------- | --------- | --------- |
| Levadia Tallinn       | 1–6       | Víkingur Reykjavík    |           |           |           |
| La Fiorita            | 1–2       | Inter Club d'Escaldes |           |           |           |
| Final                 |           |                       |           |           |           |
| Inter Club d'Escaldes | 0–1       | Víkingur Reykjavík    |           |           |           |

### Primeira pré-eliminatória
Um total de 32 equipes jogaram na primeira pré-eliminatória: 31 equipes que participaram nesta eliminatória e o vencedor da rodada preliminar. Os perdedores entraram na segunda pré-eliminatória da Liga Conferência Europa da UEFA de 2022–23.
O sorteio para esta fase foi realizado em 7 de junho de 2022. A primeira mão será disputada em 6 e 7 de julho, e a segunda mão em 13 e 14 de julho de 2022.
| Equipe 1           | Total       | Equipe 2            | 1.º jogo | 2.º jogo |
| ------------------ | ----------- | ------------------- | -------- | -------- |
| Pyunik             | 2–2 (4–3 p) | Cluj                | 0–0      | 2–2      |
| Maribor            | 2–0         | Shakhtyor Salihorsk | 0–0      | 2–0      |
| Ludogorets Razgrad | 3–0         | FK Sutjeska Nikšić  | 2–0      | 1–0      |
| F91 Dudelange      | 3–1         | Tirana              | 1–0      | 2–1      |
| Tobol              | 1–5         | Ferencváros         | 0–0      | 1–5      |
| Malmö FF           | 6–5         | Víkingur Reykjavík  | 3–2      | 3–3      |
| Ballkani           | 1–2         | Žalgiris            | 1–1      | 0–1      |
| HJK                | 2–2 (4–5 p) | RFS                 | 1–0      | 1–2      |
| Bodø/Glimt         | 4–3         | KÍ Klaksvík         | 3–0      | 1–3      |
| The New Saints     | 1–2 (pro)   | Linfield            | 1–0      | 0–2      |
| Shamrock Rovers    | 3–0         | Hibernians          | 3–0      | 0–0      |
| Lech Poznań        | 2–5         | Qarabağ             | 1–0      | 1–5      |
| Shkupi             | 3–2         | Lincoln Red Imps    | 3–0      | 0–2      |
| Zrinjski           | 0–1         | Sheriff Tiraspol    | 0–0      | 0–1      |
| Slovan Bratislava  | 2–1 (pro)   | Dinamo Batumi       | 0–0      | 2–1      |

### Segunda pré-eliminatória
A segunda pré-eliminatória é dividida em duas seções distintas: Caminho dos Campeões e Caminho da Liga. As equipes perdedoras em ambas as seções entrarão na terceira pré-eliminatória da Liga Europa da UEFA de 2022–23.
O sorteio desta fase foi realizado em 15 de junho de 2022. A primeira mão será disputada entre 19 e 20 de julho, e a segunda mão em 26 e 27 de julho de 2022.
| Equipe 1           | Total     | Equipe 2          | 1.º jogo | 2.º jogo |
| ------------------ | --------- | ----------------- | -------- | -------- |
| Ferencváros        | 5–3       | Slovan Bratislava | 1–2      | 4–1      |
| Dínamo Zagreb      | 3–2       | Shkupi            | 2–2      | 1–0      |
| Qarabağ            | 5–4 (pro) | Zürich            | 3–2      | 2–2      |
| HJK                | 1–7       | Viktoria Plzeň    | 1–2      | 0–5      |
| Linfield           | 1–8       | Bodø/Glimt        | 1–0      | 0–8      |
| Žalgiris           | 3–0       | Malmö FF          | 1–0      | 2–0      |
| Ludogorets Razgrad | 4–2       | Shamrock Rovers   | 3–0      | 1–2      |
| Maribor            | 0–1       | Sheriff Tiraspol  | 0–0      | 0–1      |
| Maccabi Haifa      | 5–1       | Olympiacos        | 1–1      | 4–0      |
| Pyunik             | 4–2       | F91 Dudelange     | 0–1      | 4–1      |

| Equipe 1       | Total       | Equipe 2    | 1.º jogo | 2.º jogo |
| -------------- | ----------- | ----------- | -------- | -------- |
| Midtjylland    | 2–2 (4–3 p) | AEK Larnaca | 1–1      | 1–1      |
| Dínamo de Kiev | 2–1 (pro)   | Fenerbahçe  | 0–0      | 2–1      |

### Terceira pré-eliminatória
A terceira pré-eliminatória é dividida em duas seções distintas: Caminho dos Campeões e Caminho da Liga. As equipes perdedoras no Caminho dos Campeões entrarão na rodada de play-off da Liga Europa da UEFA de 2022–23, enquanto que as equipes perdedoras no Caminho da Liga entrarão na fase de grupos da Liga Europa da UEFA de 2022–23.
O sorteio para esta fase será realizado em 18 de julho de 2022. A primeira mão será disputada entre 2 e 3 de agosto, e a segunda mão em 9 de agosto de 2022.
| Equipe 1           | Total | Equipe 2         | 1.º jogo | 2.º jogo |
| ------------------ | ----- | ---------------- | -------- | -------- |
| Maccabi Haifa      | 4–2   | Apollon Limassol | 4–0      | 0–2      |
| Qarabağ            | 4–2   | Ferencváros      | 1–1      | 3–1      |
| Ludogorets Razgrad | 3–6   | Dínamo Zagreb    | 1–2      | 2–4      |
| Sheriff Tiraspol   | 2–4   | Viktoria Plzeň   | 1–2      | 1–2      |
| Bodø/Glimt         | 6–1   | Žalgiris         | 5–0      | 1–1      |
| Estrela Vermelha   | 7–0   | Pyunik           | 5–0      | 2–0      |

| Equipe 1             | Total     | Equipe 2      | 1.º jogo | 2.º jogo |
| -------------------- | --------- | ------------- | -------- | -------- |
| Monaco               | 3–4 (pro) | PSV Eindhoven | 1–1      | 2–3      |
| Dínamo de Kiev       | 3–1 (pro) | Sturm Graz    | 1–0      | 2–1      |
| Union Saint-Gilloise | 2–3       | Rangers       | 2–0      | 0–3      |
| Benfica              | 7–2       | Midtjylland   | 4–1      | 3–1      |

### Play-off
O sorteio para esta fase será realizado no dia 1 de agosto de 2022. A primeira mão será disputada entre 16 e 17 de agosto e a segunda mão entre 23 e 24 de agosto de 2022.
| Equipe 1      | Total     | Equipe 2         | 1.º jogo | 2.º jogo |
| ------------- | --------- | ---------------- | -------- | -------- |
| Qarabağ       | 1–2       | Viktoria Plzeň   | 0–0      | 1–2      |
| Bodø/Glimt    | 2−4 (pro) | Dínamo Zagreb    | 1–0      | 1–4      |
| Maccabi Haifa | 5–4       | Estrela Vermelha | 3–2      | 2–2      |
| København     | 2−1       | Trabzonspor      | 2–1      | 0–0      |

| Equipe 1       | Total | Equipe 2      | 1.º jogo | 2.º jogo |
| -------------- | ----- | ------------- | -------- | -------- |
| Dínamo de Kiev | 0–5   | Benfica       | 0–2      | 0–3      |
| Rangers        | 3−2   | PSV Eindhoven | 2–2      | 1–0      |

## Fase de grupos
Benfica

 Sporting
Equipas de Madrid

 Atlético de Madrid

 Real Madrid
Equipas de Londres

 Chelsea

 Tottenham
Equipas de Glasgow

 Celtic

 Rangers
Equipas de Milão

 Internazionale

- O pote 1 contém os detentores dos títulos da Liga dos Campeões e da Liga Europa, e os campeões das seis principais associações com base nos coeficientes de cada país da UEFA em 2020.[6] Se um ou ambos os detentores do título forem um dos campeões das seis principais associações, os campeões da(s) próxima(s) associação(ões) com melhor classificação também serão colocados no pote 1.
- Os potes 2, 3 e 4 contêm as equipes restantes, chaveadas com base nos coeficientes de clubes da UEFA em 2022.[8]

Em cada grupo, as equipes jogam umas contra as outras em casa e fora. Os vencedores e segundos colocados dos grupos avançam para as oitavas de final, enquanto os terceiros classificados entram na fase de dezasseis-avos de final da Liga Europa da UEFA de 2022–23.

### Potes
| Pote 1              | Coef.   |
| ------------------- | ------- |
| Real Madrid         | 124 000 |
| Eintracht Frankfurt | 61 000  |
| Manchester City     | 134 000 |
| Milan               | 38 000  |
| Bayern de Munique   | 138 000 |
| Paris Saint-Germain | 112 000 |
| Porto               | 80 000  |
| Ajax                | 82 500  |

| Pote 2             | Coef.   |
| ------------------ | ------- |
| Liverpool          | 134 000 |
| Chelsea            | 123 000 |
| Barcelona          | 114 000 |
| Juventus           | 107 000 |
| Atlético de Madrid | 105 000 |
| Sevilla            | 91 000  |
| RB Leipzig         | 83 000  |
| Tottenham          | 83 000  |

| Pote 3             | Coef.  |
| ------------------ | ------ |
| Borussia Dortmund  | 78 000 |
| Red Bull Salzburgo | 71 000 |
| Shakhtar Donetsk   | 71 000 |
| Internazionale     | 67 000 |
| Napoli             | 66 000 |
| Benfica            | 61 000 |
| Sporting           | 55 500 |
| Bayer Leverkusen   | 53 000 |

| Pote 4                 | Coef.  |
| ---------------------- | ------ |
| Rangers                | 50 250 |
| Dínamo Zagreb          | 49 500 |
| Olympique de Marseille | 44 000 |
| København              | 40 500 |
| Brugge                 | 38 500 |
| Celtic                 | 33 000 |
| Viktoria Plzeň         | 31 000 |
| Maccabi Haifa          | 7 000  |

### Grupos
Os vencedores e os segundos classificados do grupo avançam para as oitavas de final, enquanto os terceiros colocados entram na Liga Europa da UEFA de 2022–23.

#### Grupo A
| Pos | Equipe    | Pts | J | V | E | D | GP | GC | SG  | Classificado                     |  | NAP | LIV | AJX | RAN |
| --- | --------- | --- | - | - | - | - | -- | -- | --- | -------------------------------- |  | --- | --- | --- | --- |
| 1   | Napoli    | 15  | 6 | 5 | 0 | 1 | 20 | 6  | +14 | Classificado às oitavas de final |  | —   | 4–1 | 4–2 | 3–0 |
| 2   | Liverpool | 15  | 6 | 5 | 0 | 1 | 17 | 6  | +11 | Classificado às oitavas de final |  | 2–0 | —   | 2–1 | 2–0 |
| 3   | Ajax      | 6   | 6 | 2 | 0 | 4 | 11 | 16 | −5  | Transferido para Liga Europa     |  | 1–6 | 0–3 | —   | 4–0 |
| 4   | Rangers   | 0   | 6 | 0 | 0 | 6 | 2  | 22 | −20 | Eliminado                        |  | 0–3 | 1–7 | 1–3 | —   |

1. 1 2  Empatados no confronto direto. Diferença de gols no confronto direto: Napoli +1, Liverpool -1.

#### Grupo B
| Pos | Equipe             | Pts | J | V | E | D | GP | GC | SG | Classificado                     |  | POR | BRU | LEV | ATM |
| --- | ------------------ | --- | - | - | - | - | -- | -- | -- | -------------------------------- |  | --- | --- | --- | --- |
| 1   | Porto              | 12  | 6 | 4 | 0 | 2 | 12 | 7  | +5 | Classificado às oitavas de final |  | —   | 0–4 | 2–0 | 2–1 |
| 2   | Brugge             | 11  | 6 | 3 | 2 | 1 | 7  | 4  | +3 | Classificado às oitavas de final |  | 0–4 | —   | 1–0 | 2–0 |
| 3   | Bayer Leverkusen   | 5   | 6 | 1 | 2 | 3 | 4  | 8  | −4 | Transferido para Liga Europa     |  | 0–3 | 0–0 | —   | 2–0 |
| 4   | Atlético de Madrid | 5   | 6 | 1 | 2 | 3 | 5  | 9  | −4 | Eliminado                        |  | 2–1 | 0–0 | 2–2 | —   |

1. 1 2  Pontos no confronto direto: Bayer Leverkusen 4, Atlético Madrid 1.

#### Grupo C
| Pos | Equipe            | Pts | J | V | E | D | GP | GC | SG  | Classificado                     |  | BAY | INT | BAR | PLZ |
| --- | ----------------- | --- | - | - | - | - | -- | -- | --- | -------------------------------- |  | --- | --- | --- | --- |
| 1   | Bayern de Munique | 18  | 6 | 6 | 0 | 0 | 18 | 2  | +16 | Classificado às oitavas de final |  | —   | 2–0 | 2–0 | 5–0 |
| 2   | Internazionale    | 10  | 6 | 3 | 1 | 2 | 10 | 7  | +3  | Classificado às oitavas de final |  | 0–2 | —   | 1–0 | 4–0 |
| 3   | Barcelona         | 7   | 6 | 2 | 1 | 3 | 12 | 12 | 0   | Transferido para Liga Europa     |  | 0–3 | 3–3 | —   | 5–1 |
| 4   | Viktoria Plzeň    | 0   | 6 | 0 | 0 | 6 | 5  | 24 | −19 | Eliminado                        |  | 2–4 | 0–2 | 2–4 | —   |

#### Grupo D
| Pos | Equipe                 | Pts | J | V | E | D | GP | GC | SG | Classificado                     |  | TOT | FRA | SPO | MAR |
| --- | ---------------------- | --- | - | - | - | - | -- | -- | -- | -------------------------------- |  | --- | --- | --- | --- |
| 1   | Tottenham              | 11  | 6 | 3 | 2 | 1 | 8  | 6  | +2 | Classificado às oitavas de final |  | —   | 3–2 | 1–1 | 2–0 |
| 2   | Eintracht Frankfurt    | 10  | 6 | 3 | 1 | 2 | 7  | 8  | −1 | Classificado às oitavas de final |  | 0–0 | —   | 0–3 | 2–1 |
| 3   | Sporting               | 7   | 6 | 2 | 1 | 3 | 8  | 9  | −1 | Transferido para Liga Europa     |  | 2–0 | 1–2 | —   | 0–2 |
| 4   | Olympique de Marseille | 6   | 6 | 2 | 0 | 4 | 8  | 8  | 0  | Eliminado                        |  | 1–2 | 0–1 | 4–1 | —   |

#### Grupo E
| Pos | Equipe            | Pts | J | V | E | D | GP | GC | SG | Classificado                     |  | CHE | MIL | SAL | DZA |
| --- | ----------------- | --- | - | - | - | - | -- | -- | -- | -------------------------------- |  | --- | --- | --- | --- |
| 1   | Chelsea           | 13  | 6 | 4 | 1 | 1 | 10 | 4  | +6 | Classificado às oitavas de final |  | —   | 3–0 | 1–1 | 2–1 |
| 2   | Milan             | 10  | 6 | 3 | 1 | 2 | 12 | 7  | +5 | Classificado às oitavas de final |  | 0–2 | —   | 4–0 | 3–1 |
| 3   | Red Bull Salzburg | 6   | 6 | 1 | 3 | 2 | 5  | 9  | −4 | Transferido para Liga Europa     |  | 1–2 | 1–1 | —   | 1–0 |
| 4   | Dínamo Zagreb     | 4   | 6 | 1 | 1 | 4 | 4  | 11 | −7 | Eliminado                        |  | 1–0 | 0–4 | 1–1 | —   |

#### Grupo F
| Pos | Equipe           | Pts | J | V | E | D | GP | GC | SG  | Classificado                     |  | RMA | RBL | SHK | CEL |
| --- | ---------------- | --- | - | - | - | - | -- | -- | --- | -------------------------------- |  | --- | --- | --- | --- |
| 1   | Real Madrid      | 13  | 6 | 4 | 1 | 1 | 15 | 6  | +9  | Classificado às oitavas de final |  | —   | 2–0 | 2–1 | 5–1 |
| 2   | RB Leipzig       | 12  | 6 | 4 | 0 | 2 | 13 | 9  | +4  | Classificado às oitavas de final |  | 3–2 | —   | 1–4 | 3–1 |
| 3   | Shakhtar Donetsk | 6   | 6 | 1 | 3 | 2 | 8  | 10 | −2  | Transferido para Liga Europa     |  | 1–1 | 0–4 | —   | 1–1 |
| 4   | Celtic           | 2   | 6 | 0 | 2 | 4 | 4  | 15 | −11 | Eliminado                        |  | 0–3 | 0–2 | 1–1 | —   |

#### Grupo G
| Pos | Equipe            | Pts | J | V | E | D | GP | GC | SG  | Classificado                     |  | MCI | DOR | SEV | COP |
| --- | ----------------- | --- | - | - | - | - | -- | -- | --- | -------------------------------- |  | --- | --- | --- | --- |
| 1   | Manchester City   | 14  | 6 | 4 | 2 | 0 | 13 | 2  | +11 | Classificado às oitavas de final |  | —   | 2–1 | 2–1 | 5–0 |
| 2   | Borussia Dortmund | 9   | 6 | 2 | 3 | 1 | 10 | 5  | +5  | Classificado às oitavas de final |  | 0–0 | —   | 1–1 | 3–0 |
| 3   | Sevilla           | 5   | 6 | 1 | 2 | 3 | 6  | 11 | −5  | Transferido para Liga Europa     |  | 0–4 | 1–4 | —   | 3–0 |
| 4   | København         | 3   | 6 | 0 | 3 | 3 | 1  | 12 | −11 | Eliminado                        |  | 0–0 | 1–1 | 0–0 | —   |

#### Grupo H
| Pos | Equipe              | Pts | J | V | E | D | GP | GC | SG  | Classificado                     |  | BEN | PSG | JUV | MHA |
| --- | ------------------- | --- | - | - | - | - | -- | -- | --- | -------------------------------- |  | --- | --- | --- | --- |
| 1   | Benfica             | 14  | 6 | 4 | 2 | 0 | 16 | 7  | +9  | Classificado às oitavas de final |  | —   | 1–1 | 4–3 | 2–0 |
| 2   | Paris Saint-Germain | 14  | 6 | 4 | 2 | 0 | 16 | 7  | +9  | Classificado às oitavas de final |  | 1–1 | —   | 2–1 | 7–2 |
| 3   | Juventus            | 3   | 6 | 1 | 0 | 5 | 9  | 13 | −4  | Transferido para Liga Europa     |  | 1–2 | 1–2 | —   | 3–1 |
| 4   | Maccabi Haifa       | 3   | 6 | 1 | 0 | 5 | 7  | 21 | −14 | Eliminado                        |  | 1–6 | 1–3 | 2–0 | —   |

1. 1 2  Empatados em confrontos diretos, saldo geral de gols e gols marcados no geral. Total de golos marcados fora de casa: Benfica 9, Paris Saint-Germain 6.
2. 1 2  Empatados no confronto direto. A diferença geral de gols é usada como desempate.

## Fase final
Na fase final, as equipes jogam umas contra as outras em partidas de ida e volta, exceto na final que é disputada em uma única partida. O mecanismo de sorteio para cada rodada é o seguinte:
- No sorteio das oitavas de final, os oito vencedores dos grupos, e os oito vice-campeões foram separados em potes. Os vencedores dos grupos são sorteados contra as equipes que terminaram em segundo lugar nos seus grupos. Equipes do mesmo grupo ou da mesma associação não podem ser sorteadas.
- Nos sorteios das quartas de final e semifinais, não existe separação, e times do mesmo grupo ou da mesma federação podem se enfrentar. Como os sorteios para as quartas de final e semifinais são realizados juntos antes das quartas de final serem disputadas, a identidade dos vencedores das quartas de final não é conhecida no momento do sorteio das semifinais. Um sorteio também é realizado para determinar qual vencedor da semifinal é designado como o time "da casa" para a final (para fins administrativos, pois é jogada em um local neutro).

### Equipes classificadas
| Grupo | Líderes de grupo  | Vice-líderes de grupo |
| ----- | ----------------- | --------------------- |
| A     | Napoli            | Liverpool             |
| B     | Porto             | Brugge                |
| C     | Bayern de Munique | Internazionale        |
| D     | Tottenham         | Eintracht Frankfurt   |
| E     | Chelsea           | Milan                 |
| F     | Real Madrid       | RB Leipzig            |
| G     | Manchester City   | Borussia Dortmund     |
| H     | Benfica           | Paris Saint-Germain   |

### Esquema
|  | Oitavas de final              | Oitavas de final              | Oitavas de final              | Oitavas de final              |   |                 | Quartas de final | Quartas de final | Quartas de final | Quartas de final |  |             | Semifinais     | Semifinais     | Semifinais     | Semifinais     |                 |   | Final               | Final               |
|  | 14 de fevereiro a 15 de março | 14 de fevereiro a 15 de março | 14 de fevereiro a 15 de março | 14 de fevereiro a 15 de março |   |                 | 11 a 19 de abril | 11 a 19 de abril | 11 a 19 de abril | 11 a 19 de abril |  |             | 9 a 17 de maio | 9 a 17 de maio | 9 a 17 de maio | 9 a 17 de maio |                 |   | 10 de junho de 2023 | 10 de junho de 2023 |
|  |                               |                               |                               |                               |   |                 |                  |                  |                  |                  |  |             |                |                |                |                |                 |   |                     |                     |
|  | Liverpool                     | 2                             | 0                             | 2                             |   |                 |                  |                  |                  |                  |  |             |                |                |                |                |                 |   |                     |                     |
|  | Real Madrid                   | 5                             | 1                             | 6                             |   |                 |                  |                  |                  |                  |  |             |                |                |                |                |                 |   |                     |                     |
|  | Real Madrid                   | 5                             | 1                             | 6                             |   | Real Madrid     | 2                | 2                | 4                |                  |  |             |                |                |                |                |                 |   |                     |                     |
|  |                               |                               |                               |                               |   | Real Madrid     | 2                | 2                | 4                |                  |  |             |                |                |                |                |                 |   |                     |                     |
|  |                               | Chelsea                       | 0                             | 0                             | 0 |                 |                  |                  |                  |                  |  |             |                |                |                |                |                 |   |                     |                     |
|  | Borussia Dortmund             | Chelsea                       | 0                             | 0                             | 0 | 1               | 0                | 1                |                  |                  |  |             |                |                |                |                |                 |   |                     |                     |
|  | Borussia Dortmund             |                               |                               |                               |   | 1               | 0                | 1                |                  |                  |  |             |                |                |                |                |                 |   |                     |                     |
|  | Chelsea                       | 0                             | 2                             | 2                             |   |                 |                  |                  |                  |                  |  |             |                |                |                |                |                 |   |                     |                     |
|  | Chelsea                       | 0                             | 2                             | 2                             |   |                 |                  |                  |                  |                  |  | Real Madrid | 1              | 0              | 1              |                |                 |   |                     |                     |
|  |                               |                               |                               |                               |   |                 |                  |                  |                  |                  |  | Real Madrid | 1              | 0              | 1              |                |                 |   |                     |                     |
|  |                               | Manchester City               | 1                             | 4                             | 5 |                 |                  |                  |                  |                  |  |             |                |                |                |                |                 |   |                     |                     |
|  | RB Leipzig                    | Manchester City               | 1                             | 4                             | 5 | 1               | 0                | 1                |                  |                  |  |             |                |                |                |                |                 |   |                     |                     |
|  | RB Leipzig                    |                               |                               |                               |   | 1               | 0                | 1                |                  |                  |  |             |                |                |                |                |                 |   |                     |                     |
|  | Manchester City               | 1                             | 7                             | 8                             |   |                 |                  |                  |                  |                  |  |             |                |                |                |                |                 |   |                     |                     |
|  | Manchester City               | 1                             | 7                             | 8                             |   | Manchester City | 3                | 1                | 4                |                  |  |             |                |                |                |                |                 |   |                     |                     |
|  |                               |                               |                               |                               |   | Manchester City | 3                | 1                | 4                |                  |  |             |                |                |                |                |                 |   |                     |                     |
|  |                               | Bayern de Munique             | 0                             | 1                             | 1 |                 |                  |                  |                  |                  |  |             |                |                |                |                |                 |   |                     |                     |
|  | Paris Saint-Germain           | Bayern de Munique             | 0                             | 1                             | 1 | 0               | 0                | 0                |                  |                  |  |             |                |                |                |                |                 |   |                     |                     |
|  | Paris Saint-Germain           |                               |                               |                               |   | 0               | 0                | 0                |                  |                  |  |             |                |                |                |                |                 |   |                     |                     |
|  | Bayern de Munique             | 1                             | 2                             | 3                             |   |                 |                  |                  |                  |                  |  |             |                |                |                |                |                 |   |                     |                     |
|  | Bayern de Munique             | 1                             | 2                             | 3                             |   |                 |                  |                  |                  |                  |  |             |                |                |                |                | Manchester City | 1 |                     |                     |
|  |                               |                               |                               |                               |   |                 |                  |                  |                  |                  |  |             |                |                |                |                |                 | 1 |                     |                     |
|  |                               | Internazionale                | 0                             |                               |   |                 |                  |                  |                  |                  |  |             |                |                |                |                |                 |   |                     |                     |
|  | Milan                         | Internazionale                | 0                             | 1                             | 0 | 1               |                  |                  |                  |                  |  |             |                |                |                |                |                 |   |                     |                     |
|  | Milan                         |                               |                               | 1                             | 0 | 1               |                  |                  |                  |                  |  |             |                |                |                |                |                 |   |                     |                     |
|  | Tottenham                     | 0                             | 0                             | 0                             |   |                 |                  |                  |                  |                  |  |             |                |                |                |                |                 |   |                     |                     |
|  | Tottenham                     | 0                             | 0                             | 0                             |   | Milan           | 1                | 1                | 2                |                  |  |             |                |                |                |                |                 |   |                     |                     |
|  |                               |                               |                               |                               |   | Milan           | 1                | 1                | 2                |                  |  |             |                |                |                |                |                 |   |                     |                     |
|  |                               | Napoli                        | 0                             | 1                             | 1 |                 |                  |                  |                  |                  |  |             |                |                |                |                |                 |   |                     |                     |
|  | Eintracht Frankfurt           | Napoli                        | 0                             | 1                             | 1 | 0               | 0                | 0                |                  |                  |  |             |                |                |                |                |                 |   |                     |                     |
|  | Eintracht Frankfurt           |                               |                               |                               |   | 0               | 0                | 0                |                  |                  |  |             |                |                |                |                |                 |   |                     |                     |
|  | Napoli                        | 2                             | 3                             | 5                             |   |                 |                  |                  |                  |                  |  |             |                |                |                |                |                 |   |                     |                     |
|  | Napoli                        | 2                             | 3                             | 5                             |   |                 |                  |                  |                  |                  |  | Milan       | 0              | 0              | 0              |                |                 |   |                     |                     |
|  |                               |                               |                               |                               |   |                 |                  |                  |                  |                  |  | Milan       | 0              | 0              | 0              |                |                 |   |                     |                     |
|  |                               | Internazionale                | 2                             | 1                             | 3 |                 |                  |                  |                  |                  |  |             |                |                |                |                |                 |   |                     |                     |
|  | Brugge                        | Internazionale                | 2                             | 1                             | 3 | 0               | 1                | 1                |                  |                  |  |             |                |                |                |                |                 |   |                     |                     |
|  | Brugge                        |                               |                               |                               |   | 0               | 1                | 1                |                  |                  |  |             |                |                |                |                |                 |   |                     |                     |
|  | Benfica                       | 2                             | 5                             | 7                             |   |                 |                  |                  |                  |                  |  |             |                |                |                |                |                 |   |                     |                     |
|  | Benfica                       | 2                             | 5                             | 7                             |   | Benfica         | 0                | 3                | 3                |                  |  |             |                |                |                |                |                 |   |                     |                     |
|  |                               |                               |                               |                               |   | Benfica         | 0                | 3                | 3                |                  |  |             |                |                |                |                |                 |   |                     |                     |
|  |                               | Internazionale                | 2                             | 3                             | 5 |                 |                  |                  |                  |                  |  |             |                |                |                |                |                 |   |                     |                     |
|  | Internazionale                | Internazionale                | 2                             | 3                             | 5 | 1               | 0                | 1                |                  |                  |  |             |                |                |                |                |                 |   |                     |                     |
|  | Internazionale                |                               |                               |                               |   | 1               | 0                | 1                |                  |                  |  |             |                |                |                |                |                 |   |                     |                     |
|  | Porto                         | 0                             | 0                             | 0                             |   |                 |                  |                  |                  |                  |  |             |                |                |                |                |                 |   |                     |                     |

### Oitavas de final
O sorteio das oitavas de final foi realizado em 7 de novembro de 2022. As partidas de ida foram disputadas nos dias 14, 15, 21 e 22 de fevereiro, e as partidas de volta nos dias 7, 8, 14 e 15 de março de 2023.
| Equipe 1            | Total | Equipe 2          | 1.º jogo | 2.º jogo |
| ------------------- | ----- | ----------------- | -------- | -------- |
| RB Leipzig          | 1–8   | Manchester City   | 1–1      | 0–7      |
| Brugge              | 1–7   | Benfica           | 0–2      | 1–5      |
| Liverpool           | 2–6   | Real Madrid       | 2–5      | 0–1      |
| Milan               | 1–0   | Tottenham         | 1–0      | 0–0      |
| Eintracht Frankfurt | 0–5   | Napoli            | 0–2      | 0–3      |
| Borussia Dortmund   | 1–2   | Chelsea           | 1–0      | 0–2      |
| Internazionale      | 1–0   | Porto             | 1–0      | 0–0      |
| Paris Saint-Germain | 0–3   | Bayern de Munique | 0–1      | 0–2      |

### Quartas de final
O sorteio das quartos-de-final foi realizado em 17 de março de 2023. As partidas de ida foram disputadas em 11 e 12 de abril, e as partidas de volta foram disputadas em 18 e 19 de abril de 2023.
| Equipe 1        | Total | Equipe 2          | 1.º jogo | 2.º jogo |
| --------------- | ----- | ----------------- | -------- | -------- |
| Real Madrid     | 4–0   | Chelsea           | 2–0      | 2–0      |
| Benfica         | 3–5   | Internazionale    | 0–2      | 3−3      |
| Manchester City | 4–1   | Bayern de Munique | 3–0      | 1−1      |
| Milan           | 2–1   | Napoli            | 1–0      | 1−1      |

### Semifinais
O sorteio das meias-finais foi realizado no dia 17 de março de 2023, às 12:00 CET, após o sorteio dos quartos-de-final.  As partidas de ida serão disputadas nos dias 9 e 10 de maio e as partidas de volta nos dias 16 e 17 de maio de 2023.
| Equipe 1    | Total | Equipe 2        | 1.º jogo | 2.º jogo |
| ----------- | ----- | --------------- | -------- | -------- |
| Milan       | 0–3   | Internazionale  | 0–2      | 0–1      |
| Real Madrid | 1–5   | Manchester City | 1–1      | 0–4      |

### Final
A final será disputada em 10 de junho de 2023 no Estádio Olímpico Atatürk, em Istambul . Foi realizado um sorteio a 17 de março de 2023, após os sorteios dos quartos-de-final e das meias-finais, para determinar a equipa "da casa" para efeitos administrativos. 
| 10 de junho de 2023 | Manchester City | 1 – 0 | Internazionale | Estádio Olímpico Atatürk, Istambul            |
| 22:00 (UTC+3)       | Rodri 68'       |       |                | Público: 71 412 Árbitro: POL Szymon Marciniak |

## Estatísticas
| Pos. | Jogador            | Equipe              | Gols | Minutos jogados |
| ---- | ------------------ | ------------------- | ---- | --------------- |
| 1    | Erling Haaland     | Manchester City     | 12   | 666             |
| 2    | Mohamed Salah      | Liverpool           | 8    | 624             |
| 3    | Kylian Mbappé      | Paris Saint-Germain | 7    | 651             |
| 3    | Vinícius Júnior    | Real Madrid         | 7    | 885             |
| 5    | João Mário         | Benfica             | 6    | 865             |
| 6    | Victor Osimhen     | Napoli              | 5    | 424             |
| 6    | Robert Lewandowski | Barcelona           | 5    | 442             |
| 6    | Mehdi Taremi       | Porto               | 5    | 613             |
| 6    | Rodrygo            | Real Madrid         | 5    | 745             |
| 6    | Olivier Giroud     | Milan               | 5    | 759             |
| 6    | Rafa Silva         | Benfica             | 5    | 826             |

| Pos. | Jogador               | Equipe                            | Assistência | Minutos |
| ---- | --------------------- | --------------------------------- | ----------- | ------- |
| 1    | Vinícius Júnior       | Real Madrid                       | 6           | 885     |
| 2    | João Cancelo          | Manchester City Bayern de Munique | 5           | 499     |
| 2    | Kevin De Bruyne       | Manchester City                   | 5           | 601     |
| 4    | Diogo Jota            | Liverpool                         | 4           | 263     |
| 4    | Federico Dimarco      | Internazionale                    | 4           | 510     |
| 4    | Leon Goretzka         | Bayern de Munique                 | 4           | 607     |
| 4    | Lionel Messi          | Paris Saint-Germain               | 4           | 615     |
| 4    | Khvicha Kvaratskhelia | Napoli                            | 4           | 699     |
| 4    | Rafael Leão           | Milan                             | 4           | 823     |
| 4    | Álex Grimaldo         | Benfica                           | 4           | 900     |

### Hat-tricks
| Jogador            | Clube     | Placar  | Adversário     | Data          | Ref. |
| ------------------ | --------- | ------- | -------------- | ------------- | ---- |
| Gonçalo Ramos      | Benfica   | 4–1 (C) | FC Midtjylland | 2 de agosto   |      |
| Robert Lewandowski | Barcelona | 5–1 (C) | Viktoria Plzeň | 8 de setembro |      |
| Mohamed Salah      | Liverpool | 7–1 (F) | Rangers        | 12 de outubro |      |

### Manita
| Jogador        | Clube           | Placar  | Adversário | Data        | Ref. |
| -------------- | --------------- | ------- | ---------- | ----------- | ---- |
| Erling Haaland | Manchester City | 7–0 (C) | RB Leipzig | 14 de março |      |